# Gabriel Lafitte
Pour les articles homonymes, voir Lafitte.
Gabriel Lafitte est chercheur australien spécialiste du Tibet.

## Biographie
Gabriel Lafitte est bouddhiste depuis 1978. Il travaille avec des peuples dépossédés qui cherchent à retrouver leurs droits. Il est frappé par la convergence entre le capitalisme d'État chinois et le capitalisme mondial contemporain axé sur la consommation.
Ses recherches sur l'exploitation minière au Tibet sont décrites dans son ouvrage Spoiling Tibet, une analyse de l'histoire de l'exploitation minière financée par l'État chinois au Tibet. Lafitte démontre que l'exploitation minière au Tibet à grande échelle pour extraire du cuivre, du fer, du plomb, du chrome, du molybdène et certains éléments rares ainsi que l'argent et l'or ne fait que commencer.

## Publications
- avec Alison Ribush et le 14e dalaï-lama, Happiness in a material world: the Dalai Lama in Australia, Lothian, 2002,  (ISBN 9780734404268)
- Spoiling Tibet: China and Resource Nationalism on the Roof of the World, Zed Books Ltd, 2013,  (ISBN 1780324359)